# Новосёловское (Луганская область)
Новосёловское (укр. Новоселівське) — посёлок, относится к Сватовскому району Луганской области Украины.
Население по переписи 2001 года составляло 736 человек. Почтовый индекс — 92621. Телефонный код — 6471. Занимает площадь 1,036 км².

## Местный совет
92620, Луганська обл., Сватівський р-н, с. Куземівка, вул. Молодіжна, 7  (укр.)